# Beechingstoke
Beechingstoke – wieś w Anglii, w hrabstwie Wiltshire. Leży 30 km na północ od miasta Salisbury i 123 km na zachód od Londynu.